# Sofía Gómez Villafañe
Sofía Gómez Villafañe, née le 15 avril 1994 à Esquel, est une coureuse cycliste argentine, spécialiste de VTT.

## Biographie
Sofía Gómez Villafañe grandit en Patagonie, jusqu'à ses 12 ans, où elle émigre avec ses parents et ses cinq frères et sœurs aux États-Unis. Comme ses deux frères et sœurs aînés, elle se met au VTT pendant ses années d'école, gagnant de l'argent dont elle avait besoin grâce à un emploi à temps partiel. Elle court chez les juniors (17/18 ans) pour son pays de naissance aux championnats panaméricains de 2012, où elle termine quatrième. Elle déménage  ensuite au Colorado pour étudier la physiologie sportive au Fort Lewis College et passe plusieurs années à faire du VTT juste pour le plaisir. Ce n'est qu'en 2015, après une sortie d'entraînement avec Carmen Small, qu'elle décide de s'entraîner à nouveau sérieusement pour faire son retour en compétition.
En 2016, elle remporte ses premiers succès en US Cup et participe aux championnats du monde dans la catégorie des espoirs (moins de 23 ans). En 2017, elle participe pour la première fois aux  championnats d'Argentine et se classe troisième du cross-country. En 2018 et 2019, elle remporte le titre en cross-country, ainsi que le cross-country eliminator en 2019 et le cross-country short track en 2019. En 2021, elle représente l'Argentine dans la course olympique de VTT, terminant à la 23e place.
À partir de 2021, Gómez Villafañe se consacre de plus en plus aux courses de longue distance. Elle participe régulièrement au Cape Epic en Afrique du Sud. Elle s'impose en 2022 avec Haley Batten et termine troisième en 2023 (avec Kateřina Nash) et 2024 (avec Samantha Sheppard). En gravel, elle gagne la course Unbound Gravel de 200 milles en 2022 et termine douzième aux premiers championnats du monde. Ses meilleurs classements aux championnats du monde de VTT sont une cinquième place en cross-country en 2022 et une sixième place au cross-country marathon de 2023.

## Vie privée
Sofía Gómez Villafañe vit depuis 2012 avec Keegan Swenson, également vététiste et spécialiste du gravel. Elle possède les nationalités argentine et américaine. 

## Palmarès en VTT

### Jeux olympiques
- Tokyo 2020
  - 23e du cross-country

### Jeux panaméricains
- Lima 2019
  -  Médaillée d'argent du cross-country

### Championnats panaméricains
- Aguascalientes 2019
  -  Médaillée de bronze du relais mixte
- Salinas 2021
  -  Médaillée d'argent du cross-country
  -  Médaillée d'argent du cross-country short track

### Championnats d'Argentine
- 2017
  - 3e du cross-country
- 2018
  -  Championne d'Argentine de cross-country
  -  Championne d'Argentine de cross-country eliminator
- 2019
  -  Championne d'Argentine de cross-country
  -  Championne d'Argentine de cross-country short track